# حسابدار (فیلم ۲۰۱۶)
حسابدار (به انگلیسی: The Accountant) یک فیلم سینمایی آمریکایی در ژانر اکشن و دلهره‌آور محصول سال ۲۰۱۶ به کارگردانی گوین اوکانر و نویسندگی بیل دوبوک با بازی بن افلک، آنا کندریک، جی. کی. سیمونز، جان برنثال، سینتیا آدای-رابینسون، جفری تامبر، الیسون رایت و جان لیسگو است.
نمایش افتتاحیه حسابدار در ۱۰ اکتبر ۲۰۱۶ و در لس آنجلس بود، و سپس در ۱۴ اکتبر ۲۰۱۶ توسط برادران وارنر پیکچرز در سینماهای ایالات متحده اکران شد. فیلم با واکنش‌های ضد و نقیضی از سوی منتقدان همراه بود و ۱۵۵ میلیون دلار در سراسر جهان فروش کرد در حالی که ۴۴ میلیون دلار بودجه ساخت آن بوده است. عملکرد بازیگری افلک و صحنه‌های اکشن شامل پنچاک سیلات، سبکی از هنرهای رزمی کشور اندونزی مورد تحسین قرار گرفت، اما منتقدان نسبت به برخی از عناصر به تصویر کشیدن اوتیسم انتقاداتی داشتند.
دنبالهٔ این فیلم با عنوان حسابدار ۲، در آوریل ۲۰۲۵ توسط آمازون ام‌جی‌ام استودیوز به نمایش درآمد که در آن افلک، برنثال، دای-رابینسون و سیمونز نقش‌های خود را تکرار کردند، در حالی که فیلم سوم نیز در دست ساخت است.